# Mordella aeneosignata
Mordella aeneosignata es una especie de coleóptero de la familia Mordellidae.

## Distribución geográfica
Habita en Bombay (India).